# Джесси и Моргиана
«Джесси и Моргиана» (первоначальное название — «Обвеваемый холм») — роман русского писателя Александра Грина, впервые опубликованный в 1929 году. Был экранизирован в 1972 году чешским режиссёром Юраем Герцем.

## Сюжет
Главные героини романа — две сестры, одна из которых красивая и добрая (Джесси), а другая — уродливая и злая (Моргиана). Между ними возникает драматичное противостояние, заканчивающееся победой добра и красоты: Моргиана даёт Джесси медленный яд, но та выздоравливает благодаря стакану водки, которым её угостил в лесу бродячий фотограф. Моргиана же погибает, когда инсценирует попытку самоубийства.

## Судьба романа
Александр Грин написал «Джесси и Моргиану» в Феодосии в 1927—1928 годах. К тому времени произведения писателя издавали крайне неохотно: в частности, «Бегущую по волнам» отказывались печатать из-за фантастичности сюжета, и поэтому Грин постарался сделать действие в новом романе максимально реалистичным. Тем не менее в редакции журнала «Новый мир» роман отвергли, он вышел в 1929 году отдельной книгой в издательстве «Прибой» и остался практически незамеченным.
Мнения о «Джесси и Моргиане» критиков и даже поклонников Грина расходятся: звучали и восторженные, и крайне негативные отзывы. В итоге этот роман оказался единственным (кроме написанных на заказ «Сокровищ африканских гор»), который не включили в шеститомное собрание сочинений автора, изданное в 1965—1966 годах, и даже отдельное книжное издание вышло только благодаря открытому письму, направленному рядом писателей и литературоведов. Ю. Первова в воспоминаниях о Нине Грин выразила уверенность в том, что, убрав из романа «всё необычное», автор превратил его в «простую, почти банальную историю», ставшую «наименее интересным из произведений большой формы, созданных Грином».
Биограф Грина Алексей Варламов видит в Джесси новую вариацию традиционного для писателя образа женщины-ребёнка, который во многом восходит к его жене Нине Грин (другие вариации — Ассоль в «Алых парусах», Молли в «Золотой цепи», Дэзи, Тави Тум). Образ Моргианы стоит в одном ряду с Руной из «Блистающего мира», Диге из «Золотой цепи», женщинами-оборотнями из «Крысолова».
В 1972 году чешский режиссёр Юрай Герц снял по мотивам романа фильм «Моргиана». Обеих сестёр в нём сыграла одна актриса, Ива Янжурова.